# Rue Gambetta (Le Mans)
Pour les articles homonymes, voir Rue Gambetta.
La rue Gambetta est une voie de la commune française du Mans.

## Situation et accès
Elle traverse les secteurs nord-ouest et centre et débouche finalement sur la place de la République. Elle relie le quartier de la chasse Royale au quartier Saint-Nicolas, et traverse successivement les quartiers du Pré et des Halles en passant tout près de la place de l'éperon. Depuis son réaménagement en 2007, elle est exclusivement réservée aux tramways et aux véhicules des riverains. La rue traverse la Sarthe pour relier les deux rives de la ville via le pont Gambetta. 

## Origine du nom
Elle doit son nom actuel à Léon Gambetta (1838-1882), homme politique, membre du gouvernement de la défense nationale en 1870, président du Conseil.

## Historique
La rue Gambetta fut construite suivant trois grandes périodes : le haut de la rue fut bâtie dans la première moitié du XIXe siècle, la partie autour de l'hôpital à la fin du XIXe siècle et au début du XXe siècle, puis la partie "Gambetta prolongée" datant du premier tiers du XXe siècle. 